# Hartmut Winkler
Hartmut Winkler (* 18. November 1953 in Marburg) ist ein deutscher Medienwissenschaftler. Er hatte von 1999 bis zu seiner Emeritierung 2017 eine Professur für Medientheorie und Medienkultur an der Universität Paderborn.

## Leben
Hartmut Winkler begann 1972 ein Architektur-Studium an der FH Darmstadt, das er 1975 mit dem Diplom beendete. Nach dem Zivildienst und einer Tätigkeit als Anwendungsberater für Städtebau beim Kommunalen Gebietsrechenzentrum Darmstadt verfolgte Winkler von 1980 bis 1987 ein Zweitstudium in den Fächern Germanistik, Philosophie sowie Theater-, Film- und Fernsehwissenschaft an der Goethe-Universität in Frankfurt. Parallel arbeitete er beim Institut Wohnen und Umwelt in Darmstadt. Das Studium schloss er mit dem akademischen Grad Magister ab, um nachfolgend zunächst als wissenschaftlicher Mitarbeiter an der Universität-Gesamthochschule Siegen und von 1991 bis 1997 an der Goethe-Universität zu arbeiten.
1992 promovierte Winkler, der Titel seiner Dissertation lautet Der filmische Raum und der Zuschauer. 1997 folgte seine Habilitation mit dem Thema Docuverse. Zur Medientheorie der Computer.
Nach einer Zeitprofessur in Film- und Fernsehwissenschaft an der Ruhr-Universität Bochum wechselte Winkler 1999 an die Universität Paderborn, wo er den Diplom-Studiengang Medienwissenschaft mitbegründete. 2017 wurde Winkler emeritiert.

## Schriften
- 2015: Prozessieren. Die dritte, vernachlässigte Medienfunktion, Fink Verlag, Paderborn.
- 2008: Basiswissen Medien
- 2004: Diskursökonomie
- 1997: Docuverse. Zur Medientheorie der Computer (Habilitationsschrift), Boer Verlag, München.
- 1992: Der filmische Raum und der Zuschauer, Universitätsverlag Winter, Heidelberg.
- 1991: Switching/Zapping, Häusser Media Verlag, Darmstadt